# Under the Bed (film 1917)
Under the Bed è un cortometraggio muto del 1917 diretto da Louis Chaudet.

## Trama
Due truffatori si intrufolano nella casa di un giovanotto che sta per sposarsi. Vogliono fargli credere di aver ucciso uno di loro che si finge morto.

## Produzione
Il film fu prodotto dalla Nestor Film Company.

## Distribuzione
Distribuito dall'Universal Film Manufacturing Company, uscì nelle sale cinematografiche USA il 9 aprile 1917.